# Kajah Motors
Kajah Motors Private Limited, zuvor Rajah Motors, ist ein Hersteller von Kraftfahrzeugen in Chavakkad (Thrissur).

## Unternehmensgeschichte
Das Unternehmen begann 1997 mit der Produktion von Automobilen. Der Markenname lautet Rajah. Zeitweise entstanden 200 Fahrzeuge jährlich. Am 23. März 2004 wurde daraus Kajah Motors Private Limited, kurz KMPL. Arachamveettil Abdul Rafeeq ist Manager, während Abdulrasheed Arachamveettil, Arachamveettil Abdul Salam, Arachamveettil Abdul Zuhin, Arachamveettil Abdul Shafeeq, Abdul Hazeeb Arachamveettil und Arachamvettil Abdul Rawuf Direktoren sind.

## Fahrzeuge
Der Kazwa wurde 1997 vorgestellt und ab 1998 produziert. Es ist ein Van mit einer Ähnlichkeit zum Renault Espace. Ein Dieselmotor mit 2000 cm³ Hubraum und 56 PS treibt die Fahrzeuge an.  Eine Quelle gibt an, dass nur sieben Fahrzeuge entstanden.
1999 ergänzte der Pick-up Moover das Sortiment. Er hat einen Dieselmotor mit 1500 cm³ Hubraum.
Außerdem sind drei- und vierrädrige Nutzfahrzeuge überliefert.
2012 wurde ein Stadtauto mit zwei Sitzen präsentiert.